# Bradford (Ohio)
Bradford es una villa ubicada en el condado de Miami en el estado estadounidense de Ohio. En el Censo de 2010 tenía una población de 1842 habitantes y una densidad poblacional de 809,1 personas por km².

## Geografía
Bradford se encuentra ubicada en las coordenadas 40°7′52″N 84°25′36″O / 40.13111, -84.42667. Según la Oficina del Censo de los Estados Unidos, Bradford tiene una superficie total de 2.28 km², de la cual 2.22 km² corresponden a tierra firme y (2.39%) 0.05 km² es agua.

## Demografía
Según el censo de 2010, había 1842 personas residiendo en Bradford. La densidad de población era de 809,1 hab./km². De los 1842 habitantes, Bradford estaba compuesto por el 98.86% blancos, el 0.22% eran afroamericanos, el 0.11% eran amerindios, el 0.16% eran asiáticos, el 0.05% eran isleños del Pacífico, el 0.27% eran de otras razas y el 0.33% pertenecían a dos o más razas. Del total de la población el 0.92% eran hispanos o latinos de cualquier raza.